# Heteropoda lebar
Espèce
Heteropoda lebar est une espèce d'araignées aranéomorphes de la famille des Sparassidae.

## Distribution
Cette espèce est endémique du Pahang en Malaisie,. Elle se rencontre sur le Fraser's Hill et les Cameron Highlands.

## Description
Le mâle holotype mesure 17,1 mm et la femelle paratype 27,8 mm, les mâles mesurent de 16,0 à 19,1 mm et les femelles de 18,6 à 27,8 mm.

## Systématique et taxinomie
Cette espèce a été décrite par Chen, Jäger, Zhu, Yu et Zhang en 2024.

## Publication originale
(juin 2024).
- Chen, Jäger, Zhu, Yu & Zhang, 2024 : « Heteropoda lebar sp. nov.: a new species from the highlands in Pahang State, Malaysia (Sparassidae, Heteropodinae) with a distinct sexual colour dimorphism. » Biodiversity Data Journal, vol. 12, no e125745, p. 1-14 (texte intégral).